# Historia del deporte en Argentina
La historia del deporte en Argentina se remonta a los diferentes pueblos originarios que habitaban el territorio de lo que a partir del siglo XIX sería la República Argentina. El pueblo mapuche, entre otros deportes, practicaba el palín, que alcanzó gran difusión entre las tribus que vivían en la región sur del actual territorio argentino, considerado el juego indígena más importante de Sudamérica. Un deporte muy similar era practicado también por las culturas pilagá, toba y mocoví. Por su lado, el pueblo guaraní practicaba un deporte de pelota de goma (producto de origen americano) jugada exclusivamente con el pie, que ha sido considerado uno de los antecedentes del fútbol.
Durante la colonización española (siglo XVI-siglo XIX), el palín y los otros deportes indígenas de palo, se mestizaron con la chueca castellana y se difundió ampliamente en las poblaciones mestizas, masculinas y femeninas en la región del Río de la Plata y Chile. Aparecieron también deportes a caballo creados por los gauchos, entre los que sobresalió el pato, las carreras cuadreras y la jineteada gaucha. Luego de la independencia (1810-1816), los deportes gauchescos alcanzaron difusión nacional. Los conquistadores españoles también introdujeron las corridas de toros y el juego de bochas y los vascos en particular, la pelota vasca. Mientras que las corridas de toros decayó luego de la independencia hasta ser prohibida en 1899, las bochas y la pelota vasca, serán muy populares hasta los tiempos presentes.
En el siglo XIX, comenzó a practicarse el deporte en su modalidad moderna, reglado y organizado a partir de asociaciones deportivas locales y nacionales, insertas federaciones mundiales. En 1831 ya existía el Buenos Aires Cricket Club y en 1833 se instaló una escuela de esgrima en Buenos Aires. En 1856 el turf se convirtió en el primer deporte en ser formalmente reglado, al elaborarse el reglamento de carreras de Corrientes. Una década después, la esgrima comenzó en ser practicada en el ámbito militar y se realizó el primer torneo de atletismo. En las últimas dos décadas del siglo XIX se crearon decenas de clubes deportivos y las primeras federaciones. La influyente comunidad británica en la Argentina, difundió la práctica de deportes como el polo, el fútbol, el rugby y el hockey sobre césped. Simultáneamente se empezaron a practicar otras disciplinas deportivas como el boxeo, el ciclismo, la gimnasia artística, el automovilismo y la aviación.
Con el multideportista Jorge Newbery, primer ídolo popular del deporte argentino, se inició abiertamente el deporte-espectáculo moderno. En la década de 1920 el deporte argentino se establece sobre la base de la gran popularidad de tres deportes: el fútbol, el boxeo y el automovilismo. A partir de los Juegos Olímpicos de París 1924, el país comienza a obtener sus primeros grandes logros en el deporte mundial, mediante sus equipos olímpicos, que obtendrán en todos los juegos hasta 1956, medallas de oro en boxeo, polo, atletismo, natación y remo.
En 1948, se crearon los Juegos Nacionales Evita, competencia deportiva infantil para promover la práctica masiva del deporte. La década de 1950 registró los primeros triunfos mundiales argentinos, fuera de los Juegos Olímpicos. El piloto Juan Manuel Fangio ganó cinco campeonatos mundiales en Fórmula 1. La Selección argentina de básquetbol masculino se adjudicó el primer Campeonato Mundial y el boxeador Pascual Pérez, se convirtió en el primer campeón mundial argentino, iniciando una larga saga de campeones, que harían de Argentina una potencia en el boxeo profesional. En la misma época, la pelota paleta argentina, ganó las dos medallas de oro en juego de esa especialidad en el primer Campeonato del Mundo de Pelota Vasca, dominando la disciplina desde entonces hasta la actualidad. Los Juegos Olímpicos de Helsinki 1952 marcaron la mayor época de esplendor de los Juegos Olímpicos para la Argentina, luego de estos juegos Argentina no volvería a ganar tantas medallas de oro hasta los Juegos Olímpicos de Atenas 2004, para 1956 la delegación presentó sólo 28 deportistas, la cantidad más reducida de la historia del país y fueron los primeros juegos que Argentina no ganó ninguna medalla de oro.
En 1955, tomó el poder una dictadura militar que persiguió a gran cantidad de deportistas por razones políticas -entre ellos la tenista Mary Terán de Weiss, el jugador de básquetbol Miguel Ballícora, el medallista olímpico en remo Eduardo Guerrero, Tranquilo Cappozzo, la nadadora Enriqueta Duarte, el atleta Osvaldo Suárez y el corredor Walter Lemos- y redujo sustancialmente el apoyo económico al deporte amateur, dando origen a varias décadas de fuerte retroceso deportivo, en términos generales. En Argentina entre 1955 y 1959 durante las dictaduras de Eduardo Lonardi y Pedro Eugenio Aramburu se prohibió la actuación de figuras deportivas por haber tenido contacto con el justicialismo, que fueron incluidos en listas negras. 
- El dictador Pedro Eugenio Aramburu dictó la suspensión de centenares de atletas que fueron proscritos por razones políticas, entre ellos varios medallistas olímpicos;[7]
- fueron perseguidos los campeones mundiales de básquet de 1950 y el campeón sudamericano de bochas Roque Juárez, entre otros deportistas que fueron proscriptos y hostigados durante su dictadura;
- al boxeador José María Gatica se le retiró la licencia y se le prohibió competir;
- en total más de 500 atletas fueron perseguidos y prohibidos por la dictadura.[8][9]

En 1960, Argentina fue el único país iberoamericano en participar en los primeros Juegos Paralímpicos realizados en Roma. En Tokio 1964 la delegación argentina obtuvo 36 medallas paralímpicas (6 de oro) y en Tel Aviv 1968 obtuvo 30 medallas paralímpicas (10 de oro), ocasión en la que el equipo paralímpico de atletismo salió segundo en el medallero de competencias femeninas y tercero en el de las masculinas. En ambos juegos se destacó la atleta Silvia Cochetti, máxima medallista de la historia argentina, con trece medallas, cinco de ellas de oro.
En 1962 Argentina obtuvo el Campeonato del Mundo de Pelota Vasca. En 1967, Racing Club obtuvo la Copa Intercontinental, primera de 9 que ganarían los clubes argentinos, sobre 44 disputadas hasta 2004.
En 1970, Argentina ganó el Campeonato mundial de hockey sobre patines masculino, convirtiéndose desde ese momento en una de las potencias mundiales. Durante el curso de la década de 1970 se produjo una gran difusión del tenis, a raíz de los triunfos internacionales de Guillermo Vilas. En 1973 y 1974 la selección argentina de baloncesto en silla de ruedas ganó el campeonato mundial en los Juegos Mundiales IWAS. En 1974 la selección nacional volvió a obtener por segunda vez el Campeonato del Mundo de Pelota Vasca.

Daniel Pasarella levantando la primera Copa del Mundo ganada por la Selección Argentina (1978)

En 1978, Argentina ganó por primera vez la Copa del Mundo de Fútbol, organizada por la última dictadura militar. En 1986, ya restaurada la democracia, la selección de fútbol volvió a ganar el campeonato del mundo.
En 2002, la Selección femenina de hockey sobre césped obtuvo el Campeonato Mundial, convirtiéndose en el primer triunfo deportivo femenino de máximo nivel, sin que ello signifique desconocer los desempeños de otras atletas argentinas como la nadadora Jeanette Campbell, la atleta Noemí Simonetto, las tenistas Gabriela Sabatini y Paola Suárez con su dupla Patricia Tarabini, las regatistas Serena Amato y Cecilia Carranza Saroli, la nadadora Georgina Bardach y la judoca Paula Pareto. Ese mismo año la Selección de fútbol para ciegos Los Murciélagos obtuvo el campeonato mundial, ubicándose desde entonces como la segunda potencia mundial de ese deporte.
En 2003, Marcela Acuña se convirtió en la primera boxeadora argentina en obtener un título mundial (supergallo WIBA), popularizando el boxeo femenino y abriendo el camino a nuevas campeonas que hicieron de Argentina una potencia en este deporte femenino.
En 2004, la Selección masculina de básquetbol, liderada por Emanuel Ginóbili, ganó la medalla de oro en los Juegos Olímpicos de Atenas, uno de los máximos logros obtenidos por la selección.
En los últimos años, entre los triunfos de máximo nivel mundial para el deporte argentino, se destacan varios logros olímpicos como las medallas de oro obtenidas en 2008 por la dupla Juan Curuchet-Walter Pérez en ciclismo, en 2012 por Sebastián Crismanich en taekwondo y las tres medallas en judo, vela y hockey sobre césped en 2016. En los Juegos Paralímpicos, se destaca la medalla de oro ganada por Yanina Martínez en 100 metros llanos en Río de Janeiro 2016.
Otros éxitos deportivos destacados de los últimos años son la Copa Davis 2016 obtenida en tenis, los campeonatos mundiales en hockey sobre patines obtenidos en la modalidad femenina en 2010 y 2014 y masculina en 2015, el Campeonato Mundial de Hockey femenino 2010, los siete campeonatos mundiales obtenidos en pelota paleta entre 2002 y 2014, el Campeonato Mundial de Fútbol Sala 2016 y el Campeonato Mundial de Sóftbol 2019.
En 2024, se anunció la creación de los Juegos Argentinos de Alto Rendimiento.

## El deporte durante la colonización española

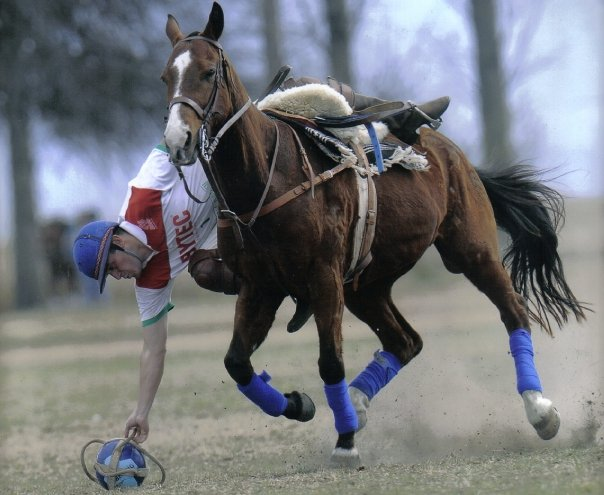
El pato, deporte nacional de Argentina, nació como un popular deporte gauchesco, ya establecido desde principios del.

Durante la colonización española (siglo XVI-siglo XIX), el palín y los otros deportes indígenas de palo, se mestizaron con la chueca castellana y se difundió ampliamente en las poblaciones mestizas, masculinas y femeninas en la región del Río de la Plata y Chile. En 1602 Hernandarias, el gobernador del Río de la Plata y Paraguay, prohibió la chueca con el argumento de que parecía "inventado más por parte del demonio que por parte de los hombres".
Aparecieron deportes campestres, en especial competencias a caballo creados por los gauchos pampeanos. Entre aquellos juegos coloniales sobresalió el pato, creado en 1610, que se hizo muy popular, en juegos de dos equipos en los que participaban hasta 200 competidores. El 20 de agosto de 1790 fue prohibido por el virrey Arredondo y en 1796 la iglesia católica dispuso que no se debía dar sepultura cristiana a quien moría jugando al pato. En 1953 sería elegido como el deporte nacional.
Los españoles introdujeron también algunas actividades deportivas aptas para el mundo rural, como diversas modalidades de toreo (corrida de toros y toreo de la vincha, esta última aún subsistente en Jujuy) y el juego de cañas, un arte marcial hípico de origen español, reformado por los gauchos para utilizar boleadoras construidas con materiales inofensivos, en lugar de las cañas del juego original. Introdujeron también durante la colonia el antiquísimo juego de bochas, practicado al menos desde el siglo XVII, y que fuera prohibido por las autoridades coloniales en 1783, manteniéndose muy popular hasta los días presentes.
Los vascos en particular introdujeron la pelota vasca que será muy popular en Argentina, al punto de inventar a comienzos del siglo XX, una variedad propia del juego llamado pelota paleta o pelota argentina. Hay registros de que ya en 1779 había una cancha de pelota en la esquina noroeste de las actuales calles Tacuarí y México.

## ElsigloXIX
Con la legitimación de la cultura gauchesca luego de independencia (1810-1816), los deportes gauchescos alcanzaron amplia difusión en todo el territorio, aunque el pato fue prohibido en 1822 y era prácticamente inexistente a mediados del siglo XIX. Muchas actividades características del campo argentino, generalmente hípicas, dieron origen a competencias regladas, como la jineteada gaucha, las carreras cuadreras, la corrida de sortija, la doma, la captura mediante boleadoras y lazo desde el caballo y el salto de la maroma.
Entre las artes marciales gauchas, sobresalieron la visteada (simulacro de esgrima criolla en el cual los facones son substituidos por segmentos de cañas tiznadas) y la cogoteada (duelo a caballo).
Argentina se caracterizó por una considerable presencia británica, desde que el Imperio Británico intentó invadir Buenos Aires (1806-1807), la que llegó a encontrarse bajo gobierno inglés durante 45 días. Pese al fracaso de establecer una colonia en el Río de la Plata, el Imperio Británico implantaría allí una sólida base comercial, que luego se ampliaría al promover exitosamente la instalación en Argentina de un modelo agroexportador con el fin de abastecer de alimentos a los obreros industriales ingleses, tomando control además de los ferrocarriles, los frigoríficos y el sector financiero. Esa presencia británica en Argentina tendría una de sus manifestaciones más destacadas en la difusión del nuevo enfoque del deporte que los anglosajones estaban construyendo.
La primera influencia notable del nuevo espíritu deportivo que estaba apareciendo con los británicos (sportmen), fue el joven médico escocés Andrew Dick, que con 19 años se radicó en Buenos Aires en 1817. Al poco tiempo de llegar, Dick organizó la primera prueba atlética de pedestrismo recorriendo 24 millas en cinco horas y dieciséis minutos. Algunos años después participó con su caballo Espatillar en la primera carrera de caballos a la inglesa, realizada en el arena de Barracas.

## Orígenes del deporte moderno

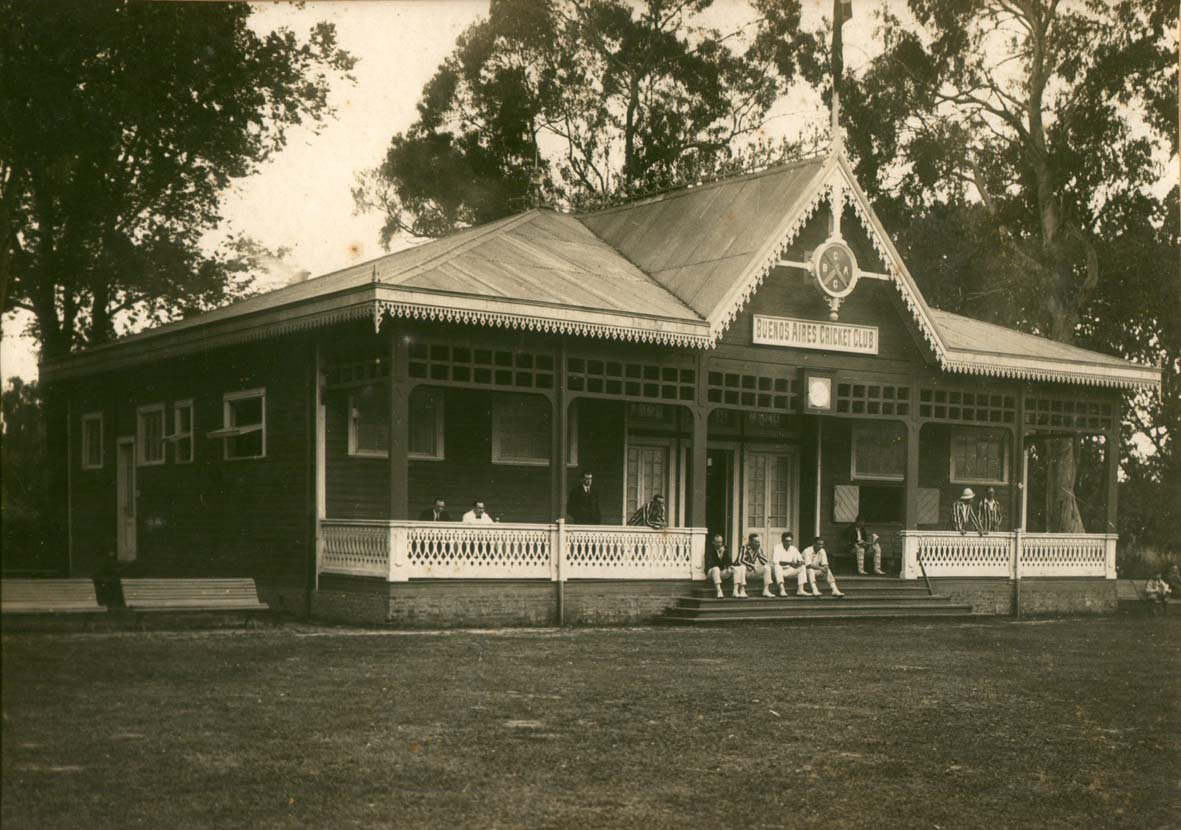
El Buenos Aires Cricket Club en 1868. Primer club deportivo en Argentina, levantado en los bosques de Palermo, donde hoy se encuentra el Planetario de Buenos Aires. Los primeros partidos de fútbol y rugby se jugaron allí. El sitio ha sido declarado Cuna del Deporte argentino.

El deporte moderno comienza en el siglo XIX, en Gran Bretaña, a partir del establecimiento de reglas escritas para cada deporte y la creación de instituciones especialmente dedicadas a la práctica deportiva (clubes deportivos y federaciones reguladoras). En Argentina el primer club deportivo fue el antiguo Buenos Aires Cricket Club, del que existen referencias de que ya existía en 1831, aunque su existencia fue intermitente. También debe mencionarse la Sala de Armas que instaló en Buenos Aires el español Andrés Facundo Cesario en 1833, para la práctica de la esgrima. El primer deporte reglado por escrito fue el turf, al elaborarse el reglamento de carreras de Corrientes en 1856.
Una década después, la esgrima comenzó a ser practicada en el ámbito militar y la influyente comunidad británica en Argentina, difundía la práctica de deportes como el cricket, el polo, el fútbol, el rugby, el hockey sobre césped y el atletismo. Poco después la comunidad italiana difundió el ciclismo y los suizos y polacos, la gimnasia artística.
En el último tercio del siglo XIX comenzó la creación de clubes deportivos en los que se practicaban diversos deportes. En 1864 fue reorganizado el Buenos Aires Cricket & Rugby Club  (1864), en los bosques de Palermo, donde hoy se levanta el Planetario. Allí se realizó el primer torneo de atletismo en 1867, así como el primer partido de fútbol en ese mismo año y el de rugby en 1874. En 1934 las asociaciones deportivas argentina erigieron un monolito en el lugar y lo declararon Cuna del Deporte Argentino.
Otros clubes fundados en las últimas décadas del siglo XIX fueron: Club Atlético del Rosario (1867), Club Mercedes (1875), Club de Gimnasia y Esgrima de Buenos Aires (1880), Jockey Club de Buenos Aires (1882), Córdoba Athletic Club (1882), Sociedad Suiza de Gimnasia (1885), Club de Gimnasia y Esgrima La Plata (1887), Quilmes Atlético Club (1887), Hurlingam Club (1888), Club Atlético Rosario Central (1889), Buenos Aires Lawn Tennis Club (1892), Sociedad Italiana de Tiro al Blanco (1895), Club Atlético Banfield (1896), Club Atlético Pacífico (1896), Club Ciclista Italiano (1898), Club Atlético Estudiantes (1898) Club Atlético Argentino (Quilmes) (1899). Los clubes, más populares del país se fundaron en 1901 (River Plate) y 1905 (Boca Juniors).
En 1882 el Centro Laurak Bat inauguró la Plaza Euskera, un frontón de pelota vasca con capacidad para 4.000 espectadores. Allí se realizó el 19 de abril de 1885, el acontecimiento deportivo más importante de la época, un encuentro entre el afamado pelotari vasco Indalecio Sarasqueta y el no menos respetado pelotari uruguayo Pedro Zabaleta, conocido como "Paysandú", con una asistencia de 8000 espectadores, incluyendo al expresidente Domingo Faustino Sarmiento. También en Plaza Euskera se realizó el 27 de noviembre de 1892 el primer torneo gimnástico entre escuelas primarias, organizado por el Club Gimnasia y Esgrima de Buenos Aires, con la presencia del presidente Luis Sáenz Peña.
A diferencia del modelo deportivo de otros países, en Argentina los clubes se organizarán como asociaciones civiles comunitarias, por lo que los clubes y equipos no podrán venderse ni comprarse.
En cuanto a las federaciones deportivas, las primeras fueron The River Plate Polo Asociation (1892), la Asociación del Fútbol Argentino (1893), la Unión Argentina de Rugby (1899), el Automóvil Club Argentino (1904) y la Federación Argentina de Hockey (1908).
Sobre el filo del cambio de siglo, se empezaron a practicar también otras disciplinas deportivas como el boxeo, el automovilismo, el canotaje, la equitación y la aviación.

## Masificación y el surgimiento del deporte espectáculo
En la primera década del siglo XX aparece el multideportista Jorge Newbery, primer ídolo popular del deporte argentino, que tuvo un desempeño de nivel mundial en la aeronáutica, pero que también se destacó impulsando el boxeo, la esgrima, el atletismo y el automovilismo.
La difusión del deporte en Argentina, y del fútbol en particular, coincide con el proceso de nacionalización de una población integrada por una alta proporción de inmigrantes, así como con la aparición del tiempo libre para la clase obrera, de la mano de las conquistas sindicales (jornada de ocho horas, limitación del trabajo nocturno, descanso dominical, La semana laboral de 5 días, vacaciones pagas).
En el fútbol los clubes ingleses de corte elitista (Alumni, Belgrano), serán desplazados por clubes populares (River, Boca, San Lorenzo, Racing, Independiente) que arraigarán el deporte entre los sectores populares y lo desarrollarán como el principal espectáculo deportivo del país.
La masificación del fútbol en Argentina produjo un paralelo alejamiento del fútbol de los clubes vinculados a la comunidad británica y la clase alta, que se volcaron principalmente al tenis, el rugby, el golf, el polo y el hockey sobre césped, con el fin de evitar su participación en el deporte espectáculo y preservarse como instituciones orientadas exclusivamente a la práctica del deporte recreativo de sus socios. El sociólogo Eric Dunning, experto en el estudio del deporte, señala que la separación entre deportes elitistas y deportes populares fue un proceso general, que se repitió en la mayor parte de los países del mundo, de la mano con la reducción de la jornada de trabajo y la consecuente aparición del tiempo libre para amplios sectores de la población.
En 1919 apareció por primera vez la revista deportiva El Gráfico, que influirá mucho en la difusión del deporte en Argentina, orientando la masificación del deporte-espectáculo hacia el triángulo fútbol-boxeo-automovilismo.

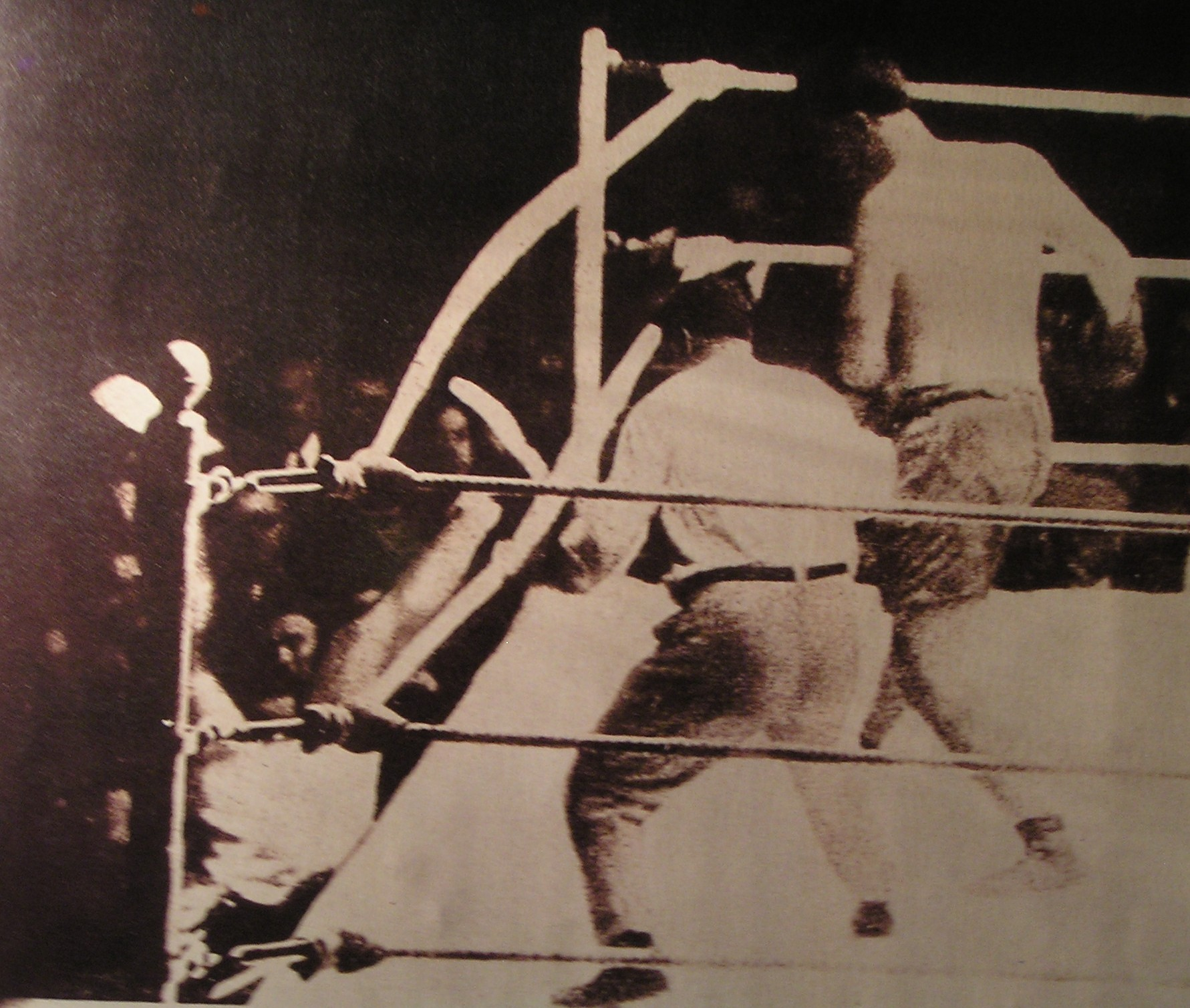
Firpo sacando del ring a Dempsey. Fotoradio de la revista El Gráfico. (14 de septiembre de 1923)

El 14 de septiembre de 1923 el país se paralizó con la pelea entre el argentino Luis Ángel Firpo y el campeón mundial de peso pesado Jack Dempsey, cuando el Toro de las Pampas sacó de ring a Dempsey, que escandalosamente recibió una cuenta que duró 15 segundos y fue ayudado a volver a subir a ring, para finalmente noquear a Firpo en el segundo round. La pelea popularizó el uso de la radio; duró seis minutos pero la transmisión se extendió por horas. 
A partir de los Juegos Olímpicos de París 1924, el país comienza a obtener sus primeros logros en el deporte mundial mediante sus equipos olímpicos que obtendrán en todos los juegos hasta 1956, medallas de oro en boxeo, polo, natación, atletismo y remo. El boxeo en particular se destacaría como el equipo olímpico más poderoso del país, obteniendo la mitad de las medallas olímpicas (23 sobre 43) hasta 1968.

## Hasta el golpe de 1955
El segundo cuarto del siglo XX se caracterizó por la difusión masiva del deporte-espectáculo, del fútbol masculino en primer lugar, y del boxeo y el automovilismo, después. También fue muy destacada y tuvo gran difusión popular, la participación de las delegaciones olímpicas en los Juegos Olímpicos de 1928, 1932, 1936, 1948 y 1952. En ese período el fútbol masculino se hizo profesional en 1931.
El deporte femenino comienza a desarrollarse en la segunda década del siglo y adquiere por primera vez difusión nacional e internacional con el cruce a nado del Río de la Plata por parte de la nadadora Lilian Harrison. Otras deportistas se destacarían luego como Olga Tassi, primera atleta en clasificar a un Juego Olímpico en 1932 (aunque no pudo participar debido a que no obtuvo la autorización paterna), la nadadora Ana Gutbrod, las tenistas Catalina Mackenzie y Julieta Ezcurra, la aviadora Adela Guffanti (tercera mujer en obtener el brevet), las atletas Mercedes Nosti, Elena Gnecco y Hortensia Rodríguez, la nadadora Jeanette Campbell, entre otras.
En 1948 se crearon los Juegos Nacionales Evita, competencias deportivas infantiles para promover la práctica masiva del deporte. 
La década de 1950 registró los primeros triunfos mundiales argentinos, fuera de los Juegos Olímpicos. El piloto Juan Manuel Fangio ganó cinco campeonatos mundiales en Fórmula 1, a la vez que se inauguró el Autódromo de Buenos Aires para albergar el Gran Premio de Argentina. La selección argentina de básquetbol masculino se adjudicó el Primer Campeonato Mundial y el boxeador Pascual Pérez, se convirtió en el primer campeón mundial argentino, iniciando una larga saga de campeones, que harían de Argentina una potencia en el boxeo profesional. En la misma época, la pelota paleta argentina, ganó las dos medallas de oro en juego de esa especialidad en el primer Campeonato del Mundo de Pelota Vasca, dominando la disciplina desde entonces hasta la actualidad.

## Hasta la restauración de la democracia en 1983

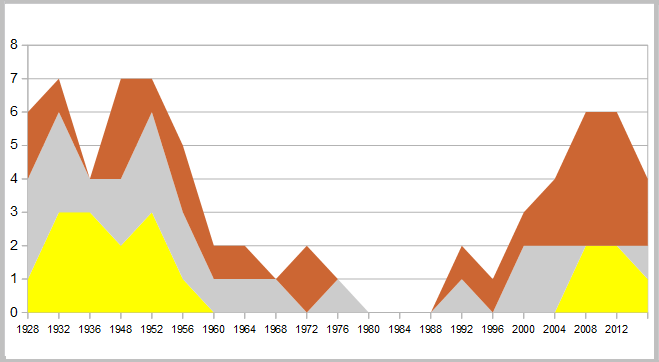
La caída en el rendimiento deportivo argentino en los Juegos Olímpicos, comienza con la dictadura autodenominada Revolución Libertadora en 1955 y finaliza poco después de recuperada la democracia en 1983.

En 1955, tomó el poder una dictadura militar que persiguió a gran cantidad de deportistas por razones políticas. Durante este período se redujo sustancialmente el apoyo económico al deporte amateur, dando origen a varias décadas de fuerte retroceso deportivo, en términos generales. Argentina tuvo una notable caída en su rendimiento deportivo en los Juegos Olímpicos, dejando de ganar medallas de oro y llegando al punto de no ganar ninguna medalla entre 1976 y 1988.
El dictador Pedro Eugenio Aramburu dictó la suspensión y la persecución de centenares de deportistas que fueron proscritos por razones políticas, estimados en más de quinientos. Refiriéndose a las persecuciones deportivas realizada por la autodenominada Revolución Libertadora, el basquetbolista León Najnudel dijo que "estuvimos frente a un genocidio deportivo”. La persecución se instrumentó mediante la llamada Comisión Investigadora Nº 49 de Irregularidades Deportivas. Entre los deportistas perseguidos por la dictadura de Aramburu se encontraron:
- todos los integrantes del equipo que se consagró campeón mundial en el Campeonato Mundial de Básquetbol realizado en 1950, fueron suspendidos de por vida.[34]
- el boxeador José María Gatica, al que se le retiró la licencia y se le prohibió competir. Más de 500 atletas fueron perseguidos y prohibidos;
- el maratonista campeón olímpico Delfo Cabrera, a quien Aramburu mandó a juntar basura en el Jardín Botánico de Buenos Aires, siendo exonerado del Cuerpo de Bomberos, en donde se desempeñaba como sargento primero.[36]
- el fondista Osvaldo Suárez, cuatro veces campeón panamericano en 1955, fue suspendido catorce meses y no pudo concurrir a los Juegos Olímpicos de Melbourne; el propio Suárez declaró que “¡Me tildaron de peronista y por eso me proscribieron!... La Libertadora me arruinó la carrera";[37]
- la tenista Mary Terán de Weiss;[5]
- el campeón mundial de básquetbol Miguel Ballícora;
- el medallista olímpico en remo Eduardo Guerrero;
- la nadadora Enriqueta Duarte.[6]

En 1960, Argentina fue el único país iberoamericano en participar en los primeros Juegos Paralímpicos realizados en Roma. En Tokio 1964 la delegación argentina obtuvo 36 medallas paralímpicas (6 de oro) y en Tel Aviv 1968 obtuvo 30 medallas paralímpicas (10 de oro), ocasión en la que el equipo paralímpico de atletismo salió segundo en el medallero de competencias femeninas y tercero en el de las masculinas. En ambos juegos se destacó la atleta Silvia Cochetti, máxima medallista de la historia argentina, con trece medallas, cinco de ellas de oro.
En 1962 Argentina obtuvo el Campeonato del Mundo de Pelota Vasca. En 1967, Racing Club obtuvo la Copa Intercontinental, primera de 9 que ganarían los clubes argentinos, sobre 44 disputadas hasta 2004.
En 1970, Argentina ganó el Campeonato mundial de hockey sobre patines masculino, convirtiéndose desde ese momento en una de las potencias mundiales. Durante el curso de la década de 1970 se produjo una gran difusión del tenis, a raíz de los triunfos internacionales de Guillermo Vilas. En 1973 y 1974 la selección argentina de baloncesto en silla de ruedas ganó el campeonato mundial en los Juegos Mundiales IWAS. En 1974 la selección nacional volvió a obtener por segunda vez el Campeonato del Mundo de Pelota Vasca.
En 1978, Argentina ganó por primera vez la Copa del Mundo de Fútbol, organizada por la última dictadura militar, ese mismo año la Argentina junta militar impone un boicot a los Juegos Olímpicos de Moscú en 1980 liderado por los Estados Unidos. Fue la única vez que el país faltó a los Juegos Olímpicos desde la creación del Comité Olímpico Argentino (COA) en 1923.
El piloto de automovilismo Carlos Reutemann se destacó en la Fórmula 1, logrando el subcampeonato en 1981 y 11 victorias en otras competencias.

## Década del 2000-presente

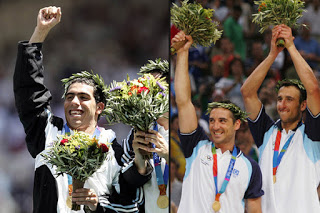
El 28 de agosto de 2004, en los Juegos Olímpicos de Atenas, Argentina obtuvo dos medallas de oro en fútbol y básquetbol masculino el mismo día, siendo para muchos el día más glorioso del deporte nacional.

En 2002, la Selección femenina de hockey sobre césped obtuvo el Campeonato Mundial (que lo volvieron a obtener en 2010) convirtiéndose en el primer triunfo deportivo femenino de máximo nivel, sin que ello signifique desconocer los desempeños de otras atletas argentinas como la nadadora Jeanette Campbell, la atleta Noemí Simonetto, las tenistas Gabriela Sabatini y Paola Suárez con su dupla Patricia Tarabini, las regatistas Serena Amato, Cecilia Carranza Saroli y Eugenia Bosco, la nadadora Georgina Bardach y la judoca Paula Pareto. En 2004, la selección masculina de básquet ganó la medalla de oro en los Juegos Olímpicos de Atenas, uno de los máximos logros obtenidos por la Selección.
En los últimos años, entre los triunfos de máximo nivel mundial para el deporte argentino, se destacan las medallas de oro olímpicas obtenidas en 2008 por la dupla Juan Curuchet-Walter Pérez en ciclismo, en 2012 por Sebastián Crismanich en taekwondo, las tres medallas en judo, vela y hockey sobre césped en 2016 y la medalla de oro lograda por José Torres en ciclismo BMX Freestyle en 2024.
En 2016, el equipo de tenis ganó por primera vez la Copa Davis, además la selección de fútbol sala obtuvo su primer título en la Copa Mundial tras vencer a Rusia 5 a 4.
En 2019, la selección masculina de sóftbol logró un histórico campeonato en la Copa Mundial.
Ya en la década de 2020, la selección de fútbol ganó la Copa América dos veces (2021 y 2024) y la Copa Mundial de 2022.